# The Kindness Rocks Project

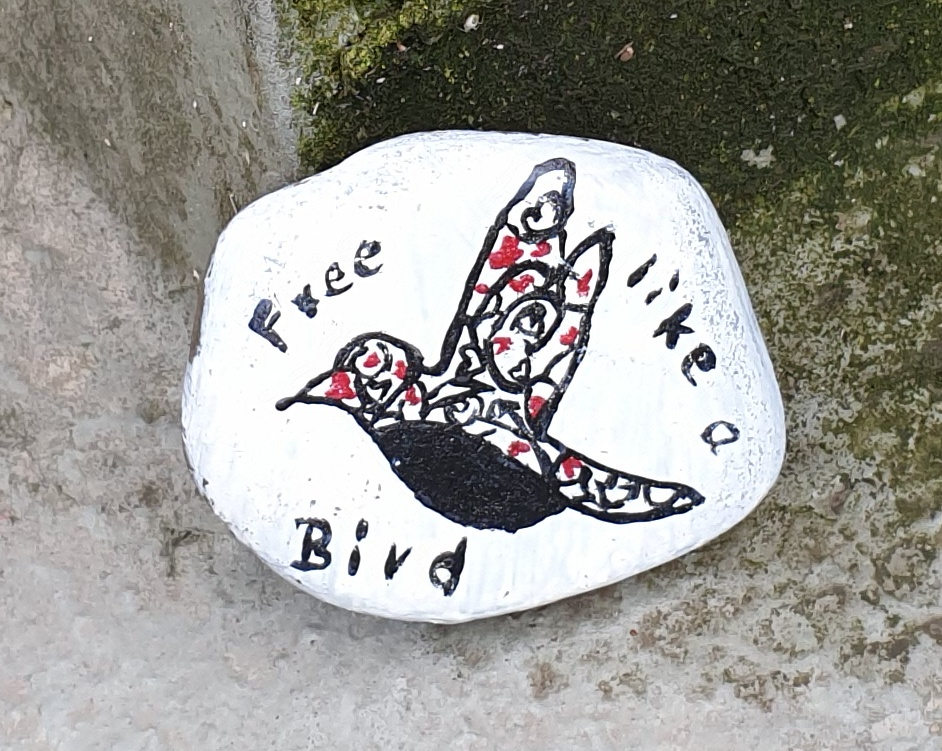
Bemalter Stein des Kindness Rocks Project, gesehen bei Bochum

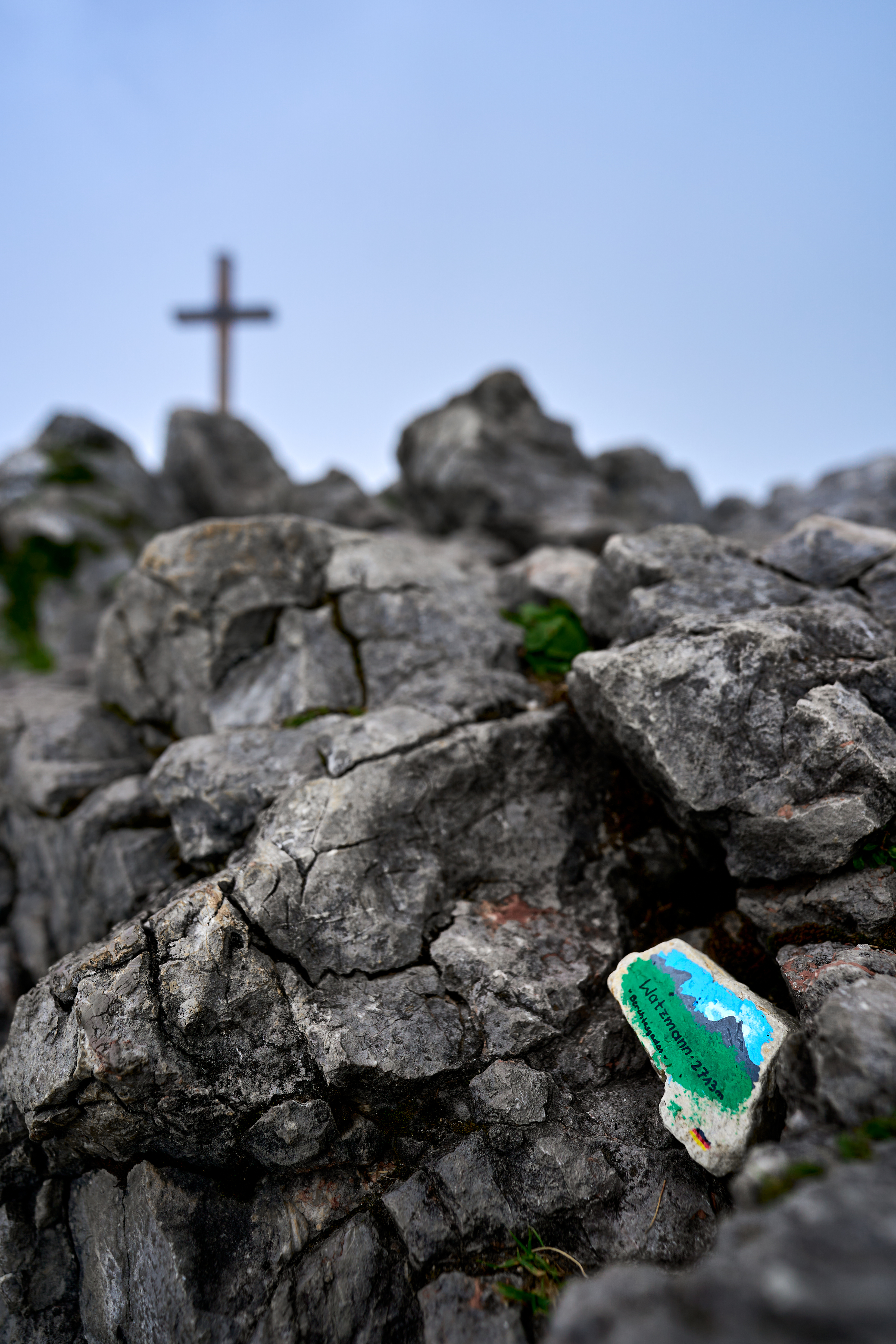
Wanderstein mit Watzmann als Motiv, gesehen am Gipfel des Jenner im Berchtesgadener Land

Das Kindness-Rock-Projekt, im deutschsprachigen Bereich auch Wandersteine genannt, ist ein virales Internetphänomen, bei dem Menschen, üblicherweise Kinder, Steine bemalen und sie im öffentlichen Raum auslegen. Der Finder wird gebeten, sie weiterzutragen und an einem anderen Ort erneut auszulegen. Fotos der bemalten Steine und Hinweise, wo sie zu finden sind, werden häufig in sozialen Netzwerken veröffentlicht. Der Trend hat seinen Ursprung in den Vereinigten Staaten von Amerika und hat sich auf das Vereinigte Königreich, Australien, Neuseeland sowie andere Länder ausgeweitet.

## Ursprung
Das Kindness-Rock-Projekt wurde 2015 von Megan Murphy ins Leben gerufen, die „You've got this“ („Du schaffst das“) auf einen Stein schrieb und ihn an einem Strand auf Cape Cod zurückließ. Nachdem eine Freundin ihn fand, hinterließ sie weitere Steine mit inspirierenden Botschaften. Zufälligerweise hatte eine andere in Cape Cod lebende Künstlerin, Alice Brock, auch Steine bemalt, die von anderen Menschen gefunden und umgesiedelt wurden.

## Varianten
Da sich der Trend zum Bemalen von Steinen verbreitet hat, gibt es viele Varianten. Beispielsweise werden Steine bemalt, um bestimmte Wohltätigkeitsorganisationen, Veranstaltungen oder Bewegungen zu unterstützen. Oftmals wird auf dem Stein auch ein Hashtag bzw. eine Facebook-Gruppe vermerkt.
Im deutschsprachigen Raum sind solche Steine auch als Wandersteine bekannt und werden häufig auf Berggipfeln oder an markanten Plätzen entlang von Wanderwegen abgelegt.

## Internationaler Drop a Rock Day
Der International Drop a Rock Day ist ein inoffizieller Feiertag, der am 3. Juli gefeiert wird und an dem die Menschen aufgefordert werden, einen bemalten Stein im öffentlichen Raum zu lassen.